# Josep Meseguer i Utgé
Josep Mesegué i Utgé (les Avellanes i Santa Linya, Noguera, 23 de febrer de 1929) és un empresari i polític català.

## Biografia
Diplomat en empreses i activitats turístiques, s'establí a Rialp i es dedicà al comerç i a l'agricultura fins al 1950. Des de 1950 es dedicà a l'hoteleria fins que el 1968 fundà el seu propi hotel, del que en fou director fins al 1972. Aleshores fundà una empresa dedicada a la construcció i hoteleria, que dirigirà fins al 1980. El 1980 creà una empresa dedicada a excavacions.
Ha estat president del Club Social i Esportiu Vall d'Àssua de Rialp i membre de la junta de l'Associació d'Estacions d'Hivern. Des del punt de vista polític, inicialment milità en la Unió de Centre Democràtic (UCD), partit amb el qual fou elegit alcalde de Rialp a les eleccions municipals de 1979 i amb el que es presentà per la circumscripció de Lleida a les eleccions generals espanyoles de 1979, però no fou escollit.
A les eleccions al Parlament de Catalunya de 1980 fou elegit diputat per la circumscripció de Lleida dins les llistes de Centristes de Catalunya-UCD. En el Parlament de Catalunya fou secretari de la comissió d'investigació sobre les causes i els efectes de les darreres inundacions produïdes a Catalunya (1982-1984). Després de l'ensulsiada del partit ingressà al Centre Democràtic i Social, amb el que fou escollit alcalde de Rialp a les eleccions municipals de 1983, 1987 i 1991, i membre del Consell Comarcal del Pallars Sobirà el 1987. El 1985 fou expulsat de la Societat de Caçadors de la Vall d'Àssua per malversació de cabals. El 1995 fou escollit novament membre del Consell Comarcal dins les files de Convergència i Unió. A les eleccions municipals de 1995 i 1999 fou escollit alcalde de Rialp per CiU. Deixa la política activa el 2003. És posteriorment inhabilitat pel Tribunal Superior de Justícia per exercir càrrec públic per no complir una sentència d'enderroc d'una construcció il·legal a Rialp. El febrer de 2016 és condemnat per alçament de béns en la seua gestió dels préstecs públics del ICF i inhabilitat de nou per l'audiència, també és condemnat a tornar 600.000 € per la seua gestió dels diners públic. https://sotasospita.blogspot.com/2020/02/josep-messegue-i-utge.htmlTambé és condemnat a tornar 600.000 € per la seua gestió dels diners públics